# Hofkirche (Innsbruck)

La Hofkirche est une église gothique située dans la ville d'Innsbruck en Autriche. Sa construction s'est terminée en 1553 sous le règne de Ferdinand Ier en tant que mémorial de Maximilien Ier, son grand-père dont le cénotaphe à l'intérieur bénéficie d'une remarquable collection de sculptures de la Renaissance allemande. L'église abrite également le tombeau de Andreas Hofer, héros national du Tyrol.
Pour un article plus général, voir Innsbruck.
Bien que la volonté de Maximilien ait été de l'enterrer dans la chapelle du Château de Wiener Neustadt, il s'est avéré impossible d'y construire le grand monument dont il avait conçu les plans, et il se rabattit sur la construction d'une nouvelle église et d'un monastère à Innsbruck, comme monument commémoratif approprié. En fin de compte, le tombeau de Maximilien est resté à Wiener Neustadt et la Hofkirche sert de cénotaphe.

## Source
- (en) Cet article est partiellement ou en totalité issu de l’article de Wikipédia en anglais intitulé « Hofkirche, Innsbruck » (voir la liste des auteurs).